# 高校网络围棋锦标赛
高校网络围棋锦标赛是一個由大学生发起的以交流围棋技巧、提高围棋水平、推广围棋文化为目的网络围棋赛事，於新浪围棋平台上舉行。

## 概述
高校网络围棋锦标赛是由清华大学“围棋文化交流与研究”基金及致远大学围棋发展基金赞助，由高校大学生發起的民间围棋赛事。這場锦标赛於网络舉行，並在新浪围棋平台上進行即时对弈。該锦标赛旨在通过网络对弈的形式，加强各高校间围棋协会的联系，並提高围棋在高校的影响力。目前，参赛选手均为高校在读学生。
第一屆锦标赛2014年11月14日開始，於2015年2月2日結束。  

## 赛制
- 参赛选手须为在高校就读学生。
- 采用中国规则（應氏規則）进行比赛。
- 队伍分为A、B两组。[3]
- 每队有五名主力三名替补，采用淘汰制。每队所有队员均被淘汰后退出比赛。
- 每方保留时间30分钟，3次30秒读秒，超时判负。[1]

## 参赛队伍

### 第一届
第一届比赛由来自中国大陆的11所高校组成的10个高校代表队参加。
| 第一届参赛队伍                 |
| ------------------------------ |
| 清华大学                       |
| 北京大学                       |
| 中国科学技术大学               |
| 浙江大学                       |
| 上海交通大学                   |
| 复旦大学                       |
| 上海外国语大学                 |
| 上海大学                       |
| 北京师范大学                   |
| 华东师范大学与上海电机学院联队 |

## 赛果
第一届  ：
| 冠军 | 清華大學       |
| 亚军 | 上海外國語大學 |